# İsmail Temiz
İsmail Temiz (ur. 8 stycznia 1954 w Havza) – turecki zapaśnik w stylu wolnym. Dwukrotny olimpijczyk. Szósty w Los Angeles 1984 i odpadł w eliminacjach w Montrealu 1976. Startował w kategorii 90 kg.
Brązowy medal w mistrzostwach świata w 1978, czwarty w 1982 i szósty w 1977. Wicemistrz Europy w 1984 i trzeci w 1977 i 1982. Brązowy medal na igrzyskach śródziemnomorskich w 1983 roku.